# Barrio La Lucha
Barrio La Lucha – dzielnica La Paz położona w departamencie Canelones na południu Urugwaju. Dzielnica powstała w 1939 roku.

## Lokalizacja
Dzielnica Barrio La Lucha znajduje się w zachodniej części miasta, na północ od Barrio Cópola.

## Populacja
W 2011 roku liczba ludności w dzielnicy Barrio La Lucha liczyła 492 osoby.
| Rok  | Populacja |
| ---- | --------- |
| 1963 | 91        |
| 1975 | 268       |
| 1985 | 321       |
| 1996 | 400       |
| 2004 | 537       |
| 2011 | 492       |